# IGM (scootermerk)
IGM is een historisch merk van scooters. IGM staat voor Imprese Generali Meccaniche, Arcore. 
Het was een Italiaans merk dat in 1955 de 125 cc tweetakt Bantamscooter produceerde. Deze bleef echter niet lang in productie.